# Hal Schaefer
Hal Schaefer, de son vrai nom Harold Herman Schaefer, né le 22 juillet 1925 à New York dans le district de Columbia, et mort à Fort Lauderdale en Floride le 8 décembre 2012, est un pianiste de jazz et compositeur de musique de films américain.

## Biographie

### Jazz
Au début des années 1940, Hal Schaefer joue dans des formations de jazz. Vers 1950, il s'établit en Californie, avant de revenir à New York en 1955. À partir de cette date, il enregistre plusieurs disques sous son nom, dont en 1955, un album dans la série RCA Jazz Workshop, sorti l'année suivante, avec Hal McKusick, Phil Woods, Nick Travis, Milt Hinton ou Osie Johnson.

### Cinéma
Alors qu'il réside en Californie, Schaefer devient compositeur de musique de film pour Hollywood. En 1953, il est coach vocal de Marilyn Monroe. Le 17 juillet 1954, pendant le tournage du film La Joyeuse Parade de Walter Lang, il  tente de se suicider en absorbant des comprimés de Benzedrine et de Nembutal dissous dans de l'alcool et un produit de nettoyage pour machine à écrire ! Il se savait alors filé par Joe DiMaggio, furieux d'avoir découvert que son épouse entretenait une liaison adultérine avec lui. Grâce à l'intervention rapide et efficace d'amis, Hal Schaefer survit, mais son foie et ses reins sont gravement endommagés.
Il a également travaillé avec d'autres actrices, Jane Russell, Susan Hayward, Betty Grable.

## Discographie partielle

### Comme leader
- 1956 : Hal Schaefer : Hal Schaefer, The RCA Victor Jazz Workshop, RCA Victor Records LPM-1199

## Sources
- Courte biographie sur le site halschaefer.com